# Le Vampire de Düsseldorf
Le Vampire de Düsseldorf is een Frans-Spaans-Italiaanse film van Robert Hossein die uitgebracht werd in 1965.
Het scenario is gebaseerd op waargebeurde feiten. Peter Kürten was een seriemoordenaar die Düsseldorf onveilig maakte omstreeks 1930.   

## Samenvatting
Duitsland aan het einde van de jaren 20. De economische crisis van 1929 waait geleidelijk over naar Europa, ook naar Duitsland. De Amerikaanse leningen in Duitsland worden opgeschort. De Weimarrepubliek komt in een nieuwe crisis terecht. Er zijn honderdduizenden werklozen. De mark is vrijwel niets meer waard. Een beklemmende sfeer van honger, ellende, sociale onrust en angst weegt op het hele land. Politieke en andere moorden worden schering en inslag. De inwoners van de stad Düsseldorf leven in een terreurklimaat. 
Op het eerste gezicht leidt de werkman Peter Kürten er een vreedzaam bestaan. Hij is het soort man voor wie de vrouwen vallen. Eenmaal dat hij ze heeft verleid vermoordt hij hen echter op een gruwelijke manier. Hij schept er een heimelijk genoegen in de politie op de hoogte te brengen van zijn moorden. De pers heeft het algauw over de 'vampier van Düsseldorf'. In een cabaret dat hij frequenteert leert hij de zangeres Anna kennen en hij wordt verliefd op haar.

## Rolverdeling
| Acteur              | Personage                      |
| ------------------- | ------------------------------ |
| Annie Girardot      | Kay Larsi                      |
| Maurice Ronet       | François Combe                 |
| O.E. Hasse          | Hourvitch                      |
| Roland Lesaffre     | Pierre                         |
| Margaret Nolan      | June                           |
| Virginia Vee        | zwarte zangeres Robert Hossein |
| Marie-France Pisier | Anna                           |
| Roger Dutoit        | commissaris Momberg            |
| Paloma Valdés       | Rosa                           |
| Michel Dacquin      | Beck                           |
| Edith Ker           | voorbijgangster                |
| Annie Anderson      | Paula                          |
| Yves Bureau         | journalist                     |
| Michel Charrel      | politie-inspecteur             |
| Pierre Collet       | opzichter                      |
| Norma Dugo          | meisje                         |
| Yves Elliot         | journalist                     |
| Robert Le Béal      | Schroeder                      |
| Tanya Lopert        | meisje                         |
| Laure Paillette     | mevrouw Schultz                |
| Danik Patisson      | Erna                           |
| Paul Pavel          | Lehndorf                       |
| Colette Régis       | bazin van het cabaret          |
| Pierre Roussel      | journalist                     |
| Henri Attal         |                                |